# فندق شيراتون حلب
فندق شيراتون حلب أو شيراتون باب الفرج هو فندق 5 نجوم افتتح عام 2007 في مدينة حلب القديمة، ضمن السور التاريخي للمدينة، على شارع الخندق، في منطقة العقبة بالقرب من ساعة باب الفرج.

## وصف البناء
الهندسة المعمارية للفندق تعكس النمط التقليدي القديم للمباني الحلبية، يجمع بين واجهة تاريخية تعود للقرن ال15 مع مساحات داخلية عصرية. البناء ذو الستة طوابق و 199 غرفة وجناحا، يضم حوض سباحة خارجي، صالة رياضية حديثة والعديد من المطاعم.
في شباط 2012، قطعت شركة ستاروود كافة الاتصالات مع الفندق بسبب العقوبات الأمريكية ضد سوريا، الفندق لا يعد اليوم جزءا رسميا من سلسلة شيراتون العالمية.